# Aleksandr Aleksandrovič Žuravlëv
Aleksandr Aleksandrovič Žuravlëv (in russo Александр Александрович Журавлёв?; Golyšmanovo, 5 dicembre 1965) è un generale russo.
Ha comandato l'intervento militare russo in Siria durante nella guerra civile siriana. Nel 2016 una direttiva del presidente gli attribuisce il titolo di Eroe della Federazione Russa. A seguito dell'invasione russa dell'Ucraina è indagato per possibili crimini di guerra.

## Biografia
Žuravlëv è nato il 5 dicembre 1965 a Golyšmanovo, regione di Tjumen' nell'allora RSFS Russa, figlio di Galina Ivanovna, insegnante di lingua e letteratura.

### Carriera militare
Dopo aver completato i suoi primi studi alla Scuola superiore di comando carri armati nel 1986, ha comandato un plotone della 15ª Divisione corazzata delle guardie "Mozyr", allora subordinata al Gruppo Forze del Centro in Cecoslovacchia. In seguito ha prestato servizio nei Distretti militari del Caucaso settentrionale e dell'Estremo Oriente e nel 1996 si è diplomato all'Accademia militare delle forze corazzate "R.J. Malinovskij". A metà degli anni 2000, ha comandato la 21ª Divisione fucilieri motorizzata delle guardie.
Dopo essersi diplomato all'Accademia di Stato Maggiore nel 2008, è diventato primo vicecomandante e capo di stato maggiore della 58ª Armata combinata fino al 2010, partecipando alla guerra in Georgia. In seguito è passato al comando della 2ª Armata combinata delle guardie fino al 2014, anno in cui è stato promosso a tenente generale.
Nel 2015 ha prestato servizio come vice comandante del Distretto militare centrale. A luglio del 2016 è stato messo al comando delle forze russe in Siria fino alla fine dell'anno. Sotto la sua guida, l'uso di bombe a grappolo sulle città siriane è aumentato di quasi otto volte. È stato in seguito succeduto da Andrej Kartapolov. Dopo essere tornato in patria, Žuravlëv è stato nominato vice capo dello Stato maggiore russo e promosso a colonnello generale. Nel febbraio 2017, ha incontrato il vice capo di stato maggiore della difesa del Regno Unito, il generale Gordon Messenger, per discutere della cooperazione militare tra la Russia e il Regno Unito.
Il 22 novembre 2017, con decreto del Presidente della Federazione Russa, è stato nominato comandante del Distretto militare orientale (VVO) e nuovamente come comandante delle forze armate russe in Siria, succedendo al colonnello generale Sergej Surovikin in entrambe le cariche. Nel novembre 2018 è stato succeduto come comandante del VVO da Gennadij Židko mentre in Siria da Sergej Kuralenko, venendo successivamente nominato comandante del Distretto militare occidentale (ZVO).

### Invasione russa dell'Ucraina
Nei primi giorni dell'invasione, Žuravlëv è stato responsabile degli attacchi missilistici, perpetrati dalla 79ª Brigata artiglieria lanciarazzi, sulla città di Charkiv con l'uso massiccio di bombe a grappolo. Secondo l'organizzazione Human Rights Watch, le bombe sono state trasportate da razzi lanciati tramite BM-30 Smerch. Poiché non c'erano obiettivi militari entro 400 metri da questi attacchi e a causa della natura indiscriminata di queste armi utilizzate in aree densamente popolate, le azioni del generale possono essere definite come crimini di guerra.
Nel ottobre 2022, Žuravlëv è stato sostituito come comandante dello ZVO da Roman Berdnikov. L'Institute for the Study of War ha riferito che già da alcuni mesi il generale era assente sul fronte.

## Vita privata
Žuravlëv è sposato e ha due figli di cui uno, anche lui chiamato Aleksandr, diplomato alla Scuola militare "Suvorov".

## Sanzioni
Nel 2023 Žuravlëv è stato aggiunto alla lista di sanzioni del Regno Unito per la sua partecipazione alla destabilizzazione dell'Ucraina e della sua integrità territoriale.